# Viasat Sports årskrönika
Viasat Sports årskrönika är en årskrönika i TV3, som brukar sändas runt nyår. Den går igenom all sport som har varit under det gångna året, med särskilt fokus på de sporter som sänds i Viasats kanaler (TV3, TV6 och Viasats olika specialsportskanaler).  Programmet bjuder även på exklusiva intervjuer med några av Sveriges under året starkast lysande stjärnor.